# Mario Tennis
Mario Tennis ist eine Videospielreihe, die von Camelot entwickelt und von Nintendo vertrieben wird. Bereits für das Nintendo Entertainment System (NES) und den Game Boy erschienen Tennisspiele, in denen Mario auftrat, beispielsweise das Spiel Tennis. Diese gehören jedoch nicht zur Mario-Tennis-Reihe.

## Spielmechanik
Wie der Titel andeutet, handelt es sich um ein Tennis-Computerspiel, in dem der beliebte Nintendo-Held Mario, seine Freunde und Feinde in verschiedenen Spielvarianten gegeneinander antreten. Dabei handelt es sich nicht um eine realistische Simulation des Tennissports, sondern vielmehr um eine ausgewogene Mischung aus Realismus und Spielspaß, die sich auch unerfahrenen Spielern schnell erschließt. Es stehen zahlreiche, teils recht ausgefallene Spielmodi zur Verfügung. Erzielt man in ihnen Erfolge, werden neue Charaktere oder Tennisplätze freigeschaltet.
Wie in Mario Golf können Charaktere zwischen der Heimkonsolenversion und der tragbaren Version des Spiels transferiert werden. Zwischen Mario Tennis für Nintendo 64 und Game Boy Color erfolgte dies über das Transfer Pak. Auf diese Weise konnte man vier neue Charaktere auf dem N64 freischalten.
Ähnlich wie in Mario Kart, Mario Party, Mario Smash Football, Mario Baseball und Mario Golf stellt der Mehrspielermodus eine wichtige Komponente dar, da bis zu vier Spieler gegen- und miteinander spielen können.

## Spiele

### Mario’s Tennisfür Virtual Boy
Mario’s Tennis für den Virtual Boy erschien 1995 in Japan und den USA, wo es in Verbindung mit der Konsole verkauft wurde. Zunächst war eine Implementierung eines 2-Spieler-Modus vorgesehen. Dieser konnte allerdings nie genutzt werden, da die geplante Möglichkeit, zwei Virtual Boys zu verbinden, nie umgesetzt wurde.

### Mario Tennisfür Nintendo 64
Mario Tennis 64 erschien am 3. November 2000 für das Nintendo 64 in Europa. Bemerkenswert ist der erste Auftritt der Figur Waluigi, der sich in nachfolgenden Spielen zu einem adäquaten Widersacher von Luigi und Mario entwickelte. Außerdem gibt es die Möglichkeit, die aus Super Mario Bros. 2 bekannte Birdo als Spielfigur auszuwählen.

### Mario Tennisfür Game Boy Color
Das Spiel erschien am 10. Februar 2001 in Europa für den Game Boy Color und unterscheidet sich wesentlich von den anderen Teilen der Reihe, da es eine rollenspielartige Handlung hat. Der Spieler beginnt als junger Tennisspieler der soeben der Royal-Tennisakademie des Pilzkönigreichs beigetreten ist. Bester Spieler der Akademie ist Mario. Ziel des Spiels ist es, durch Trainingseinheiten und Turniere genug Erfahrung zu sammeln, um gegen Mario zu gewinnen. Durch eine Verbindung mit dem Nintendo 64 kann man einige neue Figuren und Ausrüstung für die Charaktere freischalten und zwischen den beiden Spielen übertragen.

### Mario Power Tennisfür Nintendo GameCube
Mario Power Tennis erschien am 25. Februar 2005 in Europa für den Nintendo GameCube. Es ist hinsichtlich des Spielablaufs der Nachfolger von Mario Tennis (Nintendo 64). Am 6. März 2009 veröffentlichte Nintendo Mario Power Tennis aus der „New Play Control!“-Reihe als Neuauflage des Spieles für die Wii-Konsole.

### Mario Power Tennisfür Game Boy Advance
Mario Power Tennis ist die Adaption der NGC-Version für den Game Boy Advance und erschien am 18. November 2005 in Europa. Neben dem normalen Tennisspiel hat es ähnlich wie seine Vorgänger eine Rollenspiel-ähnliche Geschichte als Grundlage. Es ist trotz der sehr ähnlichen Spielstruktur und der hardwareseitig vorhandenen Grundlage nicht möglich, Spielfiguren zwischen der GameCube- und der Game-Boy-Advance-Version zu übertragen.

### Mario Power Tennisfür Wii
Auf der Wii ist Mario Power Tennis nur als „New Play Control!“-Version erhältlich. Wenige Änderungen sind hier vorgefallen, also sind die neue Steuerung und der NGC-Controller nicht mehr mit dem Spiel kompatibel.

### Mario Tennis Open
Bei Nintendos Pressekonferenz um deren Mobilkonsole Nintendo 3DS zur Tokyo Games Show wurde am 12. September 2011 ein Mario-Tennis-Ableger für den 3DS angekündigt. Es erschien am 25. Mai 2012 und macht Verwendung vom brillenfreien 3D-Effekt und vom Gyroskops der Konsole. Außerdem gibt es umfangreiche Online-Funktionen.

### Mario Tennis: Ultra Smash
Am 16. Juni 2015 wurde im Zuge des Nintendo Digital Event im Jahr 2015 auf der Electronic Entertainment Expo (E3) Mario Tennis: Ultra Smash angekündigt. Das Spiel ist am 21. November 2015 exklusiv für Wii U erschienen und brachte einige Neuerungen wie den Maxipilz aus den Super-Mario-Bros.-Spielen, der den Spieler groß macht, eine verbesserte Grafik und neue Spieltechniken mit sich. Außerdem kann man nun Amiibo auf den Doppelkampf zusammen mit dem Spieler trainieren.

### Mario Tennis Aces
Mario Tennis Aces erschien am 22. Juni 2018 für die Nintendo Switch. Entwickelt wurde das Spiel, wie die Vorgänger, von Camelot. Neben der herkömmlichen Controllersteuerung ist dieses Spiel auch per Bewegungssteuerung mit einem Joy-Con als Schläger spielbar.
Das erste Mal seit Mario Power Tennis verfügt das Spiel über einen Story-Modus. Dieser verfügt über Missionen, Bosskämpfe etc.
Es gibt mehr als 15 spielbare Charakteren. Zum ersten Mal kann man auch einen Kettenhund, einen Spike und einen Blooper spielen.
Neu hinzugekommen ist ebenfalls die Energieanzeige, die sich mit der Zeit oder durch die ebenfalls neu hinzugefügten Trickschläge auffüllt. Es gibt drei neue Gameplay-Mechaniken, welche Energie verbrauchen: Den Zielschlag, ein Schlag, bei dem der Spieler durch Bewegungssteuerung festlegt, wo der Ball genau aufkommt, der Superzeitluper, eine Technik durch die ein Schlag in Zeitlupe ausgeführt werden kann, und der Spezialschlag der den Schläger des Gegners mit einem Treffer zerstören kann.
Mario Tennis Aces wurde erstmals während einer Nintendo Direct am 11. Januar 2018 angekündigt. Während einer weiteren Direct am 8. März 2018 wurde das Spiel näher vorgestellt und der 22. Juni 2018 als Erscheinungsdatum genannt.
Nach Release war Mario Tennis Aces das meistverkaufte Spiel des Monats Juli. Bis zum 30. Juni 2018 konnten sich 1,38 Millionen Einheiten des Spiels verkaufen.